# Vepris dainellii
Vepris dainellii är en vinruteväxtart som först beskrevs av Pichi-serm., och fick sitt nu gällande namn av J.O. Kokwaro. Vepris dainellii ingår i släktet Vepris och familjen vinruteväxter. Inga underarter finns listade i Catalogue of Life.